# Воробьёва, Ирина Сергеевна
Ирина Сергеевна Воробьёва (род. 7 апреля 1983, Москва) — российская журналистка, ведущая и корреспондентка радиостанции «Эхо Москвы».

## Биография
Родилась в Москве. Училась в школе № 398. В 2004 году окончила Международный независимый эколого-политологический университет.
Работала на радиостанции «Русская служба новостей»; в марте 2007 года была уволена за рассказ в эфире «Эха Москвы» об участии в Санкт-Петербургском «Марше несогласных».
С 2007 по 2022 год работала на радиостанции «Эхо Москвы». Постоянная ведущая передач «На пальцах», «Одна», «Блог-аут», «Кейс», «Разбор полёта», «Разворот», «Вахта», «Временно обязанный» и др., корреспондентка радиостанции.
Ушла с «Эха Москвы» в марте 2017 года. «Я приняла решение поменять основную работу. То есть, прекращаю работать на Эхе в полную силу. Ухожу с большей части эфиров. Решение это только мое, ничего страшного не произошло», — сообщила Воробьёва. В конце 2018 года вернулась на радиостанцию.

## Политическая и общественная деятельность
Была избрана членом Федерального Совета Молодёжного Яблока, входила в координационный совет движения «Оборона». Выдвигалась в депутаты Мосгордумы 4 созыва. Участница оппозиционных митингов и протестных акций (Марши несогласных, акции против законов о «монетизации льгот», за отмену призыва в армию и т. д.).
Волонтёр всероссийского поисково-спасательного отряда «Лиза Алерт». В 2011—2012 гг. — общественный помощник уполномоченного при президенте РФ по правам ребёнка Павла Астахова. Лауреат премии «Разбудившему» Всероссийского фестиваля «Созвездие мужества».
Автор открытого обращения к главным редакторам, журналистам и блогерам с призывом не называть Федеральный закон № 272-ФЗ «законом Димы Яковлева».

## Подкастинг
На YouTube-канале «Энка» участвует в создании и является ведущей в проекте «Перст Фомы» с редактором журнала «N+1», популяризатором науки Андреем Коняевым.

## Семья
Внучка военного инженера, первого в стране маршала инженерных войск Михаила Петровича Воробьёва. Замужем.